# Judo-Weltmeisterschaften 2011
Die Judo-Weltmeisterschaften 2011 fanden vom 23. bis 28. August im Palais Omnisports in Paris statt. Paris setzte sich mit seiner Bewerbung gegen Hamburg durch. Insgesamt waren 871 Teilnehmer aus 132 Ländern an den Wettkämpfen beteiligt. Die wichtigste Neuerung im Vergleich zu den vorherigen Weltmeisterschaften war die Einführung des Teamwettbewerbs und die Abschaffung der offenen Kategorien sowohl bei den Männern als auch bei den Frauen.

## Ergebnisse

### Männer
| Gewichtsklasse | Gold              | Silber           | Bronze               |
| -------------- | ----------------- | ---------------- | -------------------- |
| - 60 kg        | Rishod Sobirov    | Hiroaki Hiraoka  | İlqar Müşkiyev       |
| - 60 kg        | Rishod Sobirov    | Hiroaki Hiraoka  | Heorhij Santaraja    |
| - 66 kg        | Masashi Ebinuma   | Leandro Cunha    | Cho Jun-ho           |
| - 66 kg        | Masashi Ebinuma   | Leandro Cunha    | Musa Moguschkow      |
| - 73 kg        | Riki Nakaya       | Dex Elmont       | Navroʻz Joʻraqobilov |
| - 73 kg        | Riki Nakaya       | Dex Elmont       | Ugo Legrand          |
| - 81 kg        | Kim Jae-bum       | Srđan Mrvaljević | Leandro Guilheiro    |
| - 81 kg        | Kim Jae-bum       | Srđan Mrvaljević | Sergiu Toma          |
| - 90 kg        | Ilias Iliadis     | Daiki Nishiyama  | Takashi Ono          |
| - 90 kg        | Ilias Iliadis     | Daiki Nishiyama  | Asley González       |
| - 100 kg       | Tagir Chaibulajew | Maxim Rakow      | Lukáš Krpálek        |
| - 100 kg       | Tagir Chaibulajew | Maxim Rakow      | Irakli Zirekidse     |
| + 100 kg       | Teddy Riner       | Andreas Tölzer   | Alexander Michailin  |
| + 100 kg       | Teddy Riner       | Andreas Tölzer   | Kim Sung-min         |
| Teamwettbewerb | Frankreich        | Brasilien        | Korea                |
| Teamwettbewerb | Frankreich        | Brasilien        | Japan                |

### Frauen
| Gewichtsklasse | Gold            | Silber        | Bronze                |
| -------------- | --------------- | ------------- | --------------------- |
| - 48 kg        | Haruna Asami    | Tomoko Fukumi | Éva Csernoviczki      |
| - 48 kg        | Haruna Asami    | Tomoko Fukumi | Sarah Menezes         |
| - 52 kg        | Misato Nakamura | Yuka Nishida  | Ana Carrascosa        |
| - 52 kg        | Misato Nakamura | Yuka Nishida  | Andreea Chițu         |
| - 57 kg        | Aiko Satō       | Rafaela Silva | Corina Căprioriu      |
| - 57 kg        | Aiko Satō       | Rafaela Silva | Kaori Matsumoto       |
| - 63 kg        | Gévrise Émane   | Yoshie Ueno   | Anicka van Emden      |
| - 63 kg        | Gévrise Émane   | Yoshie Ueno   | Urška Žolnir          |
| - 70 kg        | Lucie Décosse   | Edith Bosch   | Yoriko Kunihara       |
| - 70 kg        | Lucie Décosse   | Edith Bosch   | Anett Mészáros        |
| - 78 kg        | Audrey Tcheuméo | Akari Ogata   | Kayla Harrison        |
| - 78 kg        | Audrey Tcheuméo | Akari Ogata   | Mayra Aguiar          |
| + 78 kg        | Tong Wen        | Qin Qian      | Mika Sugimoto         |
| + 78 kg        | Tong Wen        | Qin Qian      | Jelena Iwaschtschenko |
| Teamwettbewerb | Frankreich      | Japan         | Deutschland           |
| Teamwettbewerb | Frankreich      | Japan         | Kuba                  |

## Medaillenspiegel
| Rang      | Land                | Gold | Silber | Bronze | Gesamt |
| --------- | ------------------- | ---- | ------ | ------ | ------ |
| 1         | Frankreich          | 6    | 0      | 1      | 7      |
| 2         | Japan               | 5    | 7      | 5      | 16     |
| 3         | Volksrepublik China | 1    | 1      | 0      | 2      |
| 4         | Russland            | 1    | 0      | 3      | 4      |
| 4         | Südkorea            | 1    | 0      | 3      | 4      |
| 6         | Usbekistan          | 1    | 0      | 1      | 2      |
| 7         | Griechenland        | 1    | 0      | 0      | 1      |
| 8         | Brasilien           | 0    | 3      | 3      | 6      |
| 9         | Niederlande         | 0    | 2      | 1      | 3      |
| 10        | Deutschland         | 0    | 1      | 1      | 2      |
| 11        | Kasachstan          | 0    | 1      | 0      | 1      |
| 11        | Montenegro          | 0    | 1      | 0      | 1      |
| 13        | Kuba                | 0    | 0      | 2      | 2      |
| 13        | Rumänien            | 0    | 0      | 2      | 2      |
| 13        | Ungarn              | 0    | 0      | 2      | 2      |
| 16        | Aserbaidschan       | 0    | 0      | 1      | 1      |
| 16        | Ukraine             | 0    | 0      | 1      | 1      |
| 16        | Moldau              | 0    | 0      | 1      | 1      |
| 16        | Georgien            | 0    | 0      | 1      | 1      |
| 16        | Slowenien           | 0    | 0      | 1      | 1      |
| 16        | Spanien             | 0    | 0      | 1      | 1      |
| 16        | Tschechien          | 0    | 0      | 1      | 1      |
| 16        | Vereinigte Staaten  | 0    | 0      | 1      | 1      |
| Insgesamt | Insgesamt           | 16   | 16     | 32     | 64     |